# Massif de Leyre
 (décembre 2009).
Le massif de Leyre, massif d'Errando, ou sierra de Leire en espagnol, est une chaîne de montagnes située en Navarre (Espagne). C'est la première montagne pré-pyrénéenne, elle se trouve dans le nord-ouest de la province.

## Géographie

### Topographie
Le massif de Leyre s'élève dans la vallée de la rivière Aragon, au-dessus du canal de Berdún qui collecte les eaux du barrage de Yesa. Ses sommets les plus connus sont l'Escalar (1 302 m) et l'Arangoiti (1 353 m). Le canyon de Lumbier, quant à lui, est une profonde gorge et étroite par laquelle passent les eaux de la rivière Irati après s'être unie au rio Salazar. Elle est orientée est-ouest sur une longueur de 30 km.
Le massif est orienté est-ouest et est composé de deux alignements parallèles dans la dépression centrale dans laquelle se trouvent les Bigüezal et Castillonuevo. Dans ses contreforts nord il forme les montagnes d'Illón, avec sa hauteur maximale dans le Borreguil (1 420 m), et Idocorry. Trois rivières, l'Esca, le Salazar et l'Irati traversent les chaînes montagneuses formant des vallées abruptes, qui sont connues sous le nom de foz. Les canyons qui s'y forment sont ceux de Burgui, Arbaiun, Aspurz et Lumbier.

#### Sommets
1. Las Leras (1 362 m[2]) 42° 38′ 46″ nord, 1° 05′ 53″ ouest
2. Cerro de las Cabañas (1 359 m[3]) 42° 38′ 44″ nord, 1° 06′ 30″ ouest
3. Arangoiti (1 356 m[4]) 42° 38′ 40″ nord, 1° 11′ 44″ ouest
4. Paso del Oso (1 334 m[5]) 42° 38′ 53″ nord, 1° 08′ 38″ ouest
5. Pasopetón (1 300 m[6]) 42° 38′ 38″ nord, 1° 04′ 44″ ouest
6. La Cerrada (1 284 m[7]) 42° 38′ 53″ nord, 1° 09′ 05″ ouest
7. El Rallar (1 282 m[8]) 42° 38′ 42″ nord, 1° 10′ 26″ ouest
8. Kastellar (1 281 m[9]) 42° 38′ 47″ nord, 1° 09′ 50″ ouest
9. Grúmalo (1 174 m[10]) 42° 39′ 57″ nord, 1° 07′ 48″ ouest
10. Peña del Monumento (1 125 m[11]) 42° 38′ 34″ nord, 1° 13′ 44″ ouest
11. Ibarra (988 m[12]) 42° 38′ 10″ nord, 1° 15′ 01″ ouest
12. Romastaca (933 m[13]) 42° 38′ 17″ nord, 1° 15′ 59″ ouest
13. Los Pasetes (894 m[14]) 42° 39′ 44″ nord, 1° 10′ 53″ ouest
14. Trinitad (847 m[15]) 42° 38′ 18″ nord, 1° 17′ 11″ ouest
15. Biezcas (580 m[16]) 42° 37′ 48″ nord, 1° 18′ 17″ ouest

### Canyons

#### Canyon d'Arbaiun
Cette coupe que la rivière Salazar effectue dans la roche du massif de Leyre a une longueur de 6 km et une profondeur maximale de 385 m. En 1975 l'ICONA l'incorpore dans l'Inventaire national de Paysages excellents. Ses parois sont verticales, avec beaucoup de végétation et une grande variété et richesse florale. C'est une importante zone ornithologique où s'est  installée la plus importante colonie de vautours communs pyrénéens. Parmi les espèces présentes, on peut observer, outre le vautour, l'aigle royal, le percnoptère, faucon pèlerin, l'aigle de Bonelli, le pigeon colombin, le chocard à bec jaune, le hibou grand-duc, l'hirondelle de rochers, le martinet à ventre blanc, etc. Des mammifères sont également présents, comme le sanglier, le renard, le blaireau européen, la fouine, le lynx d'Espagne, la genette commune et la belette, et plus rarement la loutre et le chevreuil.

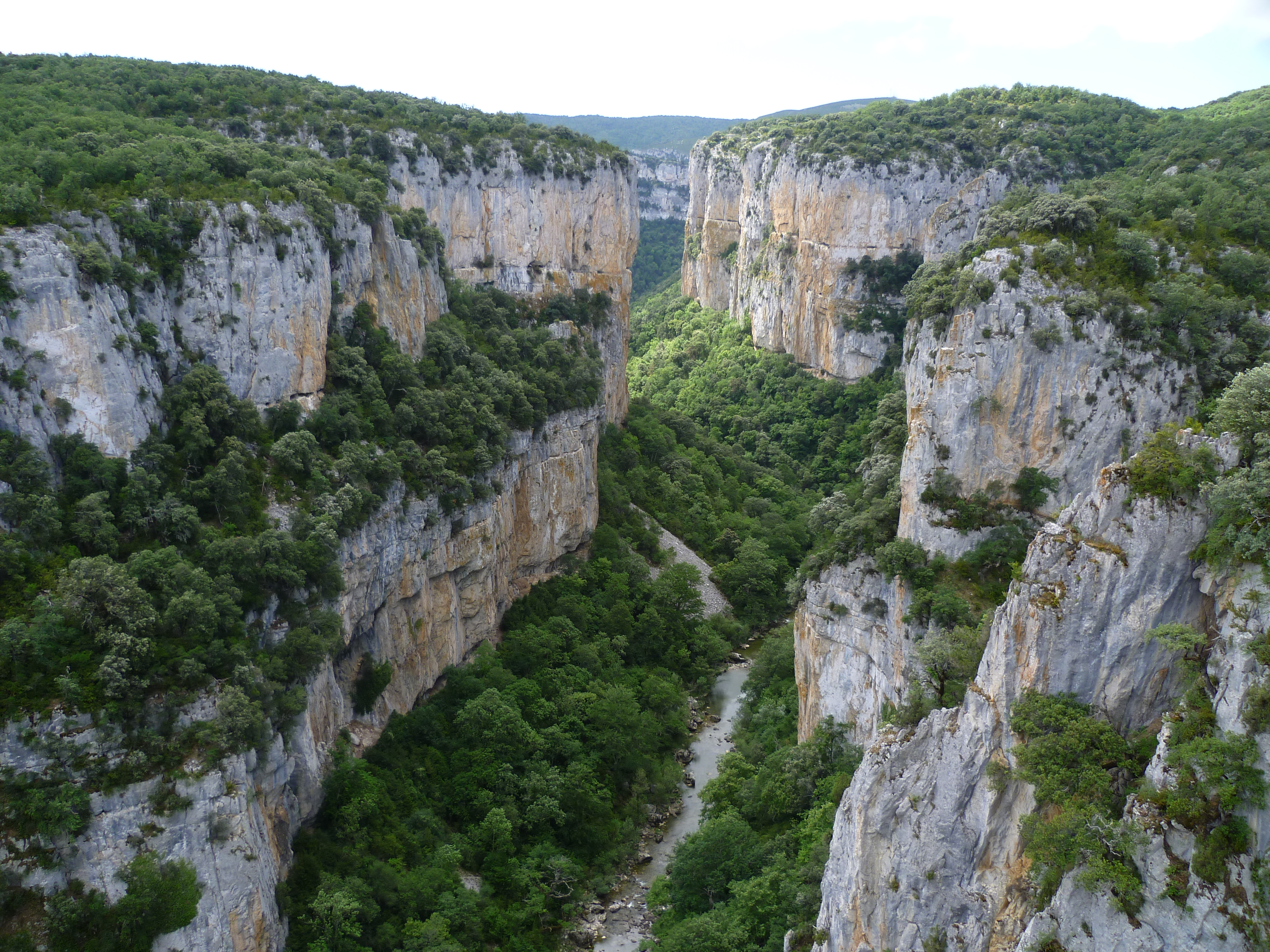
Canyon d'Arbaiun depuis la route.
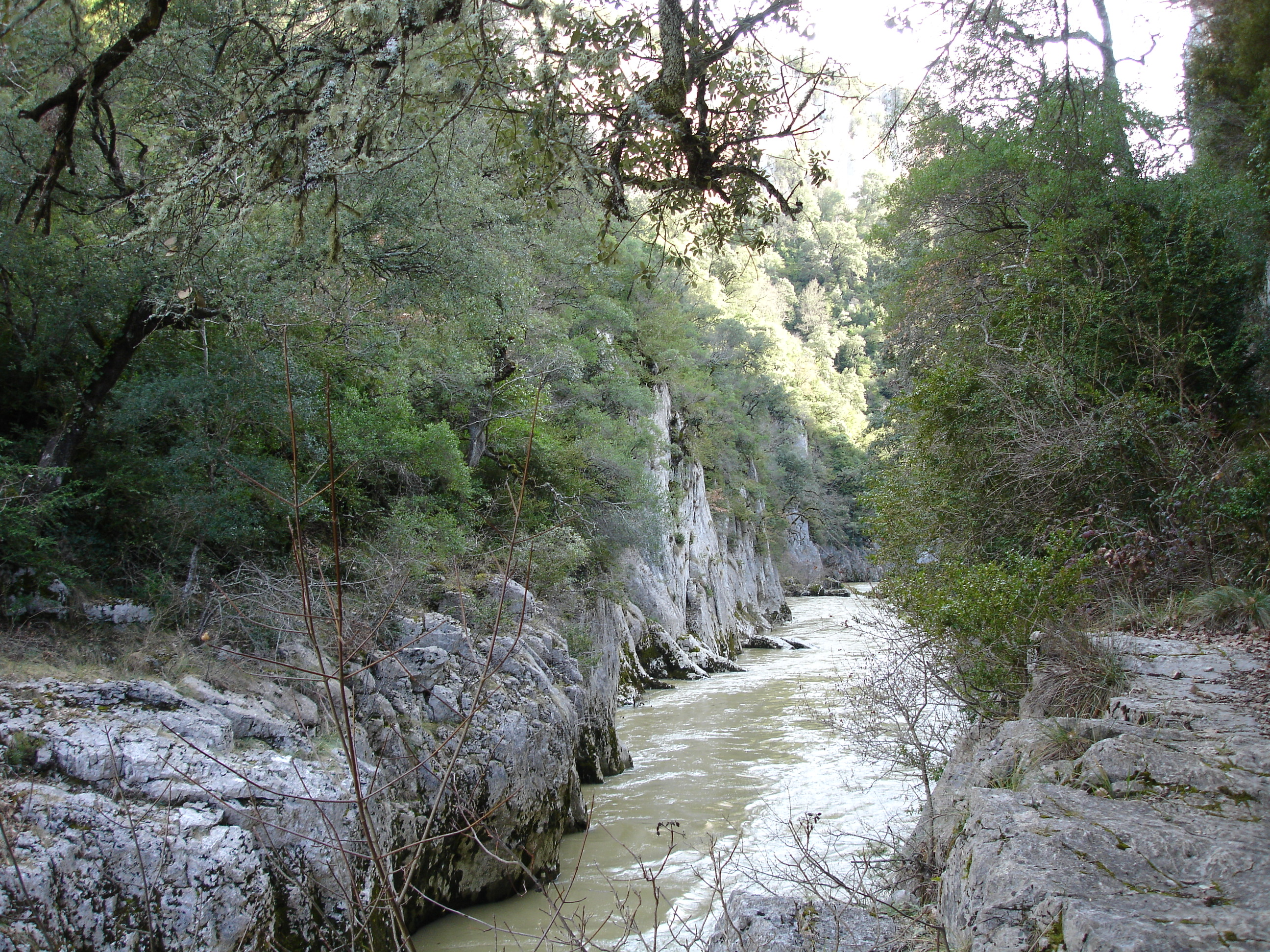
Rio Salazar.
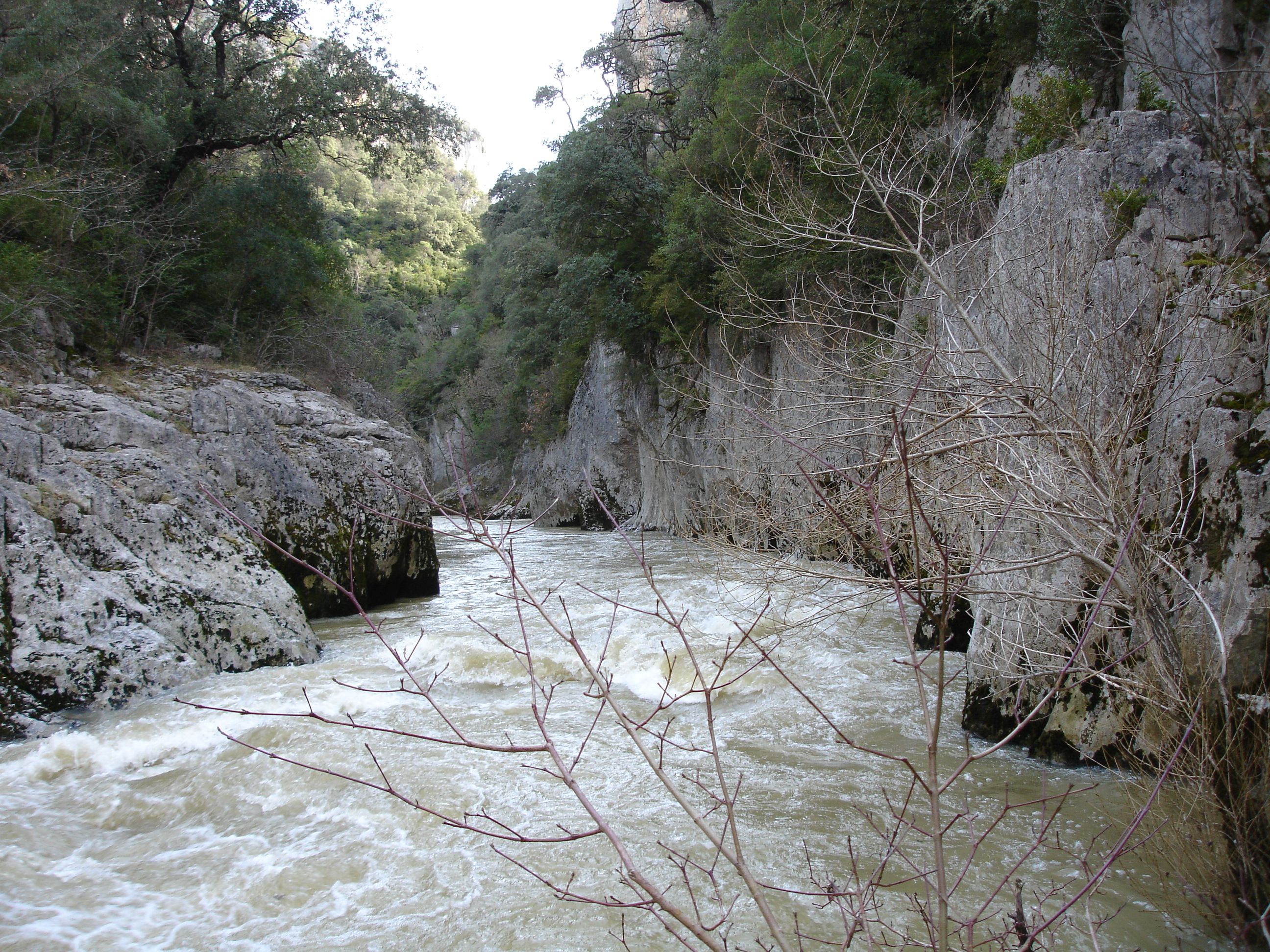
Rio Salazar.
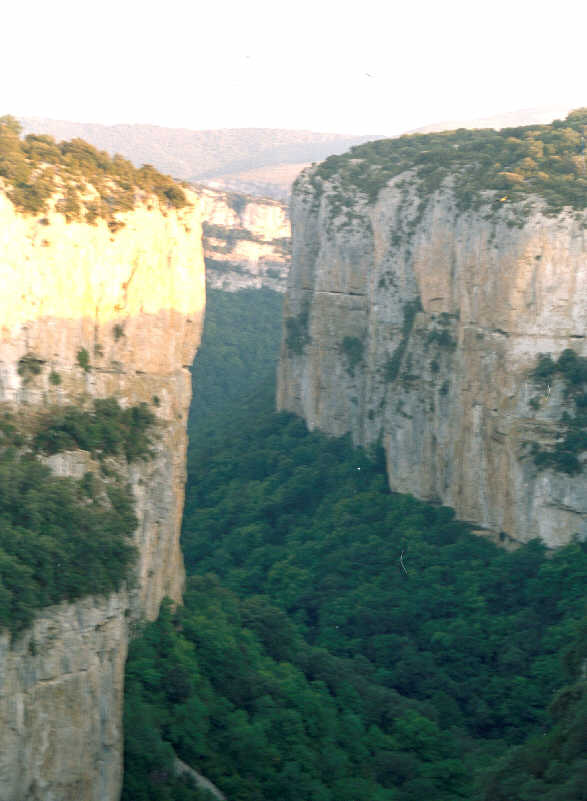
Canyon d'Arbaiun depuis la route de Lumbier à Navascués.

#### Canyon de Lumbier

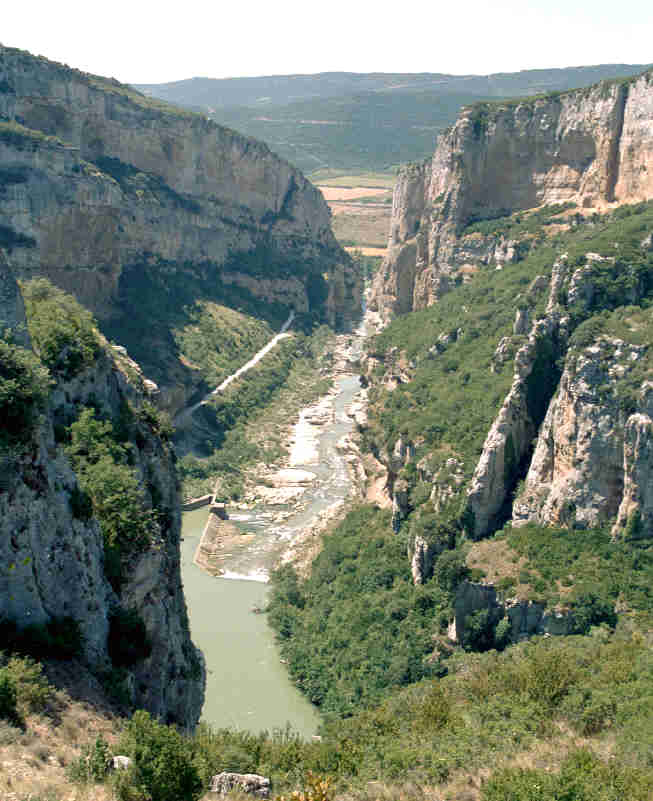
Canyon de Lumbier.

Avec un peu plus d'un kilomètre de longueur et un dénivelé de 120 mètres depuis la rivière Irati, ce passage abrupt aux parois verticales constitue, grâce à ces dernières, un des plus importants secteurs de nidification de Navarre, qui est protégé sous le statut de réserve naturelle. On y retrouve en grand nombre des vautours, des craves à bec rouge, des percnoptères, des martinets à ventre blanc, des choucas des tours, des monticoles bleu, des hirondelles de rochers et des pigeons biset. La végétation est composée de chênes verts, de genévriers, de fusains d'Europe et de lierres qui apparaissent sur diverses parois.
Le chemin de fer de Pampelune à Sangüesa traversait cet endroit via deux tunnels. Ce train a disparu et la voie a été transformée en piste.

### Géologie
Le vaste bassin situé entre la dépression de l'Èbre et les Pyrénées contient des réservoirs hydrographiques d'origine marine, formés au cours des périodes secondaires (Mésozoïque) et tertiaires (Cénozoïque). Dans les montagnes qui forment le massif de Leyre se trouve un accident géographique et structurel important.
Les terrains sont formés par des calcaires et des dolomies, celles-ci très sablonneuses, qui appartiennent au Crétacé supérieur avec des dolomies et des calcaires du Paléocène, et calcarenitas avec Alveolinas et Nummulites de l'Éocène. On trouve des structures de flysch pliées en direction sud qui sont parfois prononcées. Les calcaires, étant sablonneux, ne sont pas prêtés au développement karstique.
Cette zone est touchée par la tectonique pyrénéenne avec des structures de peu d'épaisseur et de plasticité. Les calcaires sont ceux qui forment le noyau de la structure et résistent à l'érosion. L'anticlinal principal se situe au sud. À l'est se forme une série d'anticlinaux qui peuvent être appelés cabalgantes.
Les canyons d'Arbaiun et de Farallón se distinguent par leur morphologie. Ils s'ouvrent sur le canal de Berdún et se terminent abruptement au sud de la montagne. Cette face de la montagne présente deux sections distinctes : une partie inférieure, avec un dénivelé de 600 mètres qui descend jusqu'à la voie de l'Aragon, composée de grandes formations rocheuses ; et une partie supérieure, constituée de calcaires sablonneux, avec un dénivelé de 300 mètres.

### Faune et flore

#### Faune
Dans le massif de Leyre, on trouve des caractéristiques qui favorisent la richesse avicole et celle-ci est importante. Les parois abruptes permettent la nidification de nombreux rapaces au sein des parois. Dans le canyon d'Arbaiun, on trouve la plus grande colonie de vautours fauves du territoire navarrais et la deuxième de la péninsule Ibérique en tenant compte du nombre de paires qui nichent ici. En plus des vautours, on a recensé également des percnoptères, des gypaètes (Gypaetus barbatus) en danger d'extinction, des aigles Jean-le-Blanc et des aigles ornés. Dans d'autres fosses, comme celle de Lumbier, sont présents le hibou royal (hibou grand-duc), Chova piquirrola et le faucon pèlerin. Des aigles royaux sont aussi observables. Dans la rivière on observe sans difficulté des loutres.

#### Flore
La proximité de la montagne pyrénéenne et sa propriété au bassin méditerranéen font qu'elle se transforme en limite entre les deux systèmes. Dans les forêts abondent des espèces comme le Hêtre européen et le Pin sylvestre ainsi que le sapin pyrénéen, le schéma de cette espèce situé dans le canyon de Basari à Burgui étant le plus méridional de la péninsule Ibérique.
Dans les canyons, on trouve une forêt de rivage très riche et variée. Ici abondent les tilleuls, les frênes, les érables, les sorbiers, les noisetiers et les ormes. Dans les étages qui se forment dans les parois des fosses, se trouvent quelques espèces d'algues significatives par leur caractère endémique ou par leur position biogéographique extrême  dont  la Saxifraga longifolia, la Sarcocapnos enneaphylla, la Saponaria glutinosa et la Petrocoptis hispanica. Dans les versants du sud on retrouve en grand nombre les chênes verts, les chênes, les garrigues et les rouvraies, tandis que ceux du nord sont couverts de pins blancs et quelques restes de hêtres lesquels ont remplacé avec la rouvraie. Cette expansion a été un stimulant pour la rentabilité que le pin a produite aux habitants des villages de la zone.

## Histoire

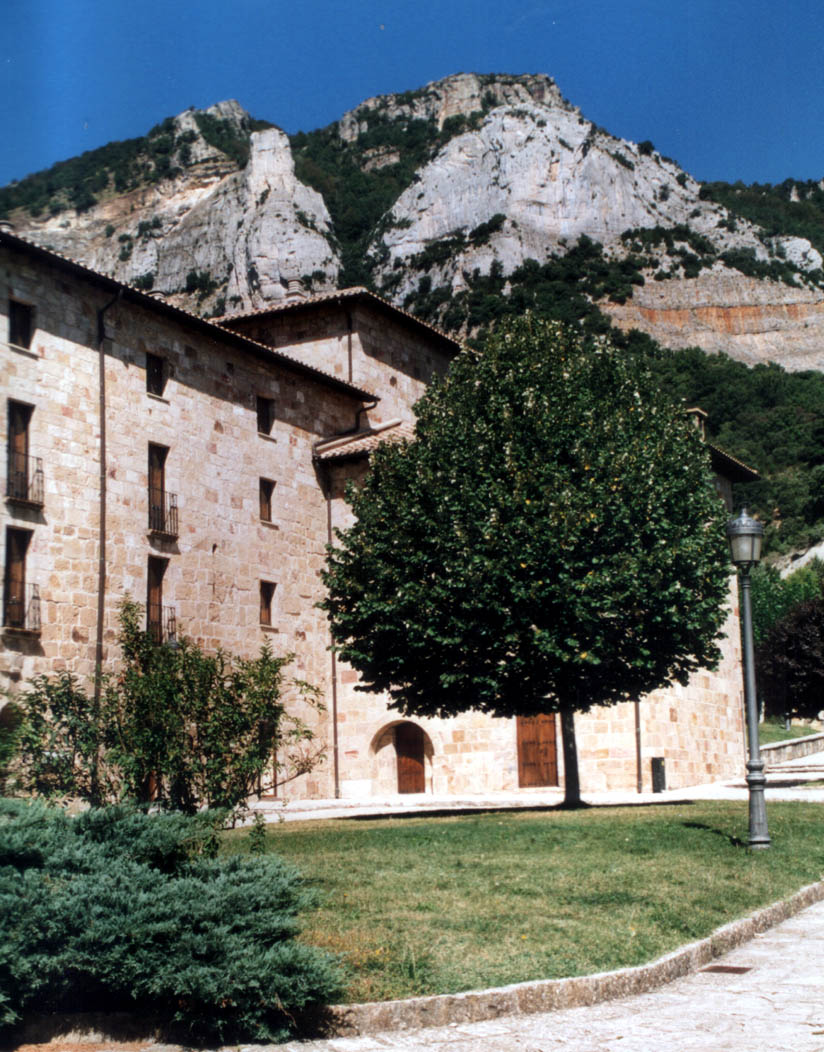
Monastère de Leyre.

Dans les flancs de l'Arangoiti se trouve le monastère de Leyre un des monastères romans navarrais les plus significatifs, datant du VIIIe siècle et dans l'extrémité occidentale l'ermitage de la Trinité.
La montagne forme un couloir entre la Navarre et l'Aragon, passage historique utilisé par tous ceux qui ont eu besoin de passer d'un royaume à l'autre. Par elle, passe également le chemin de Saint-Jacques qui, suivant la variante Tolosane, croisaient les pyrénéens venant de Jaca. Les vallées qui donnent accès aux sommets pyrénéens, vallées dans lesquelles le pin a été exploité depuis des temps éloignés, se formaient autour des rivières qui servaient de voie de communication et d'extraction de ce bois qui représentait la richesse de la Communauté installée ici. Ces rivières étaient parcourues par les radeleurs (ou almadieros) qui transportaient les grands troncs jusqu'à des endroits permettant leur transport par terre. La construction des marais, comme celui de Yesa, a mis fin à ce type de transport.

Reconstitution de descente de troncs d'arbre sous forme de radeaux sur le gave d'Aspe (Pyrénées-Atlantiques, France) avec l'aide des radeleurs de Burgui qui font la même chose dans leur vallée depuis maintenant plusieurs années
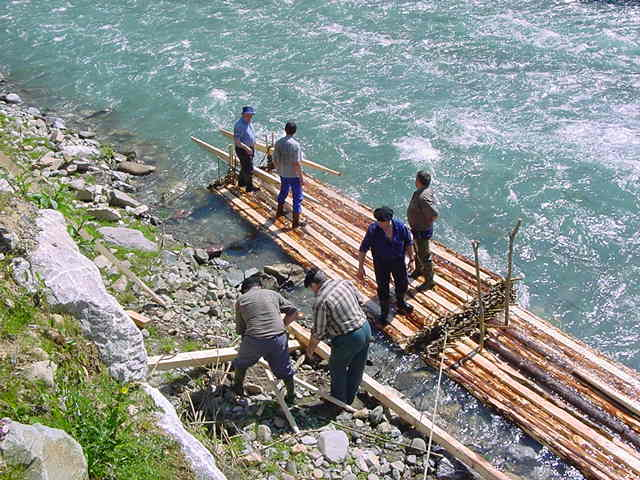
Radeleurs à Bedous.
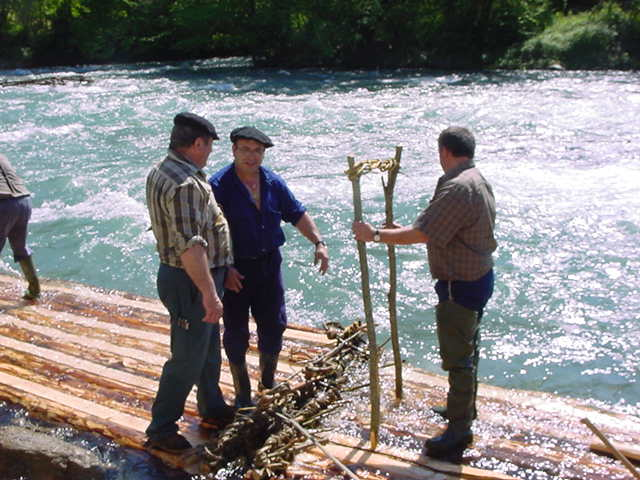
Radeleurs à Bedous.
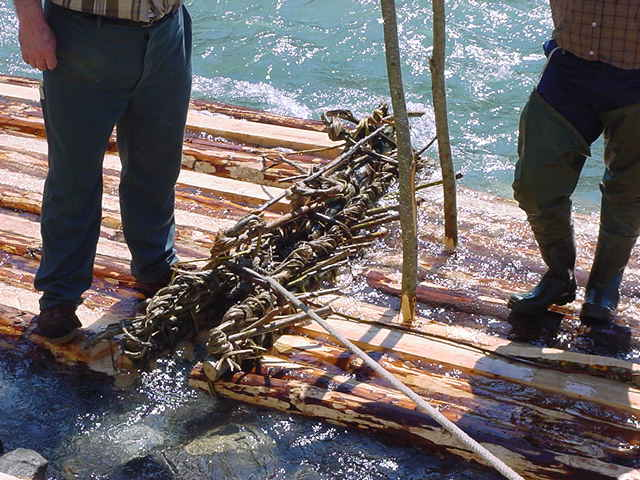
Radeleurs à Bedous.
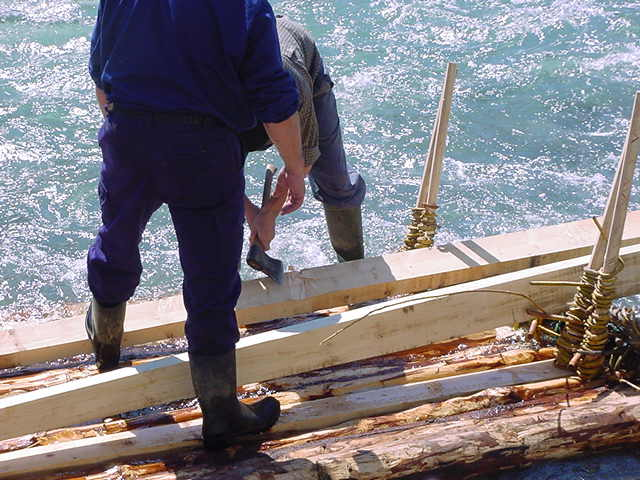
Radeleurs à Bedous.
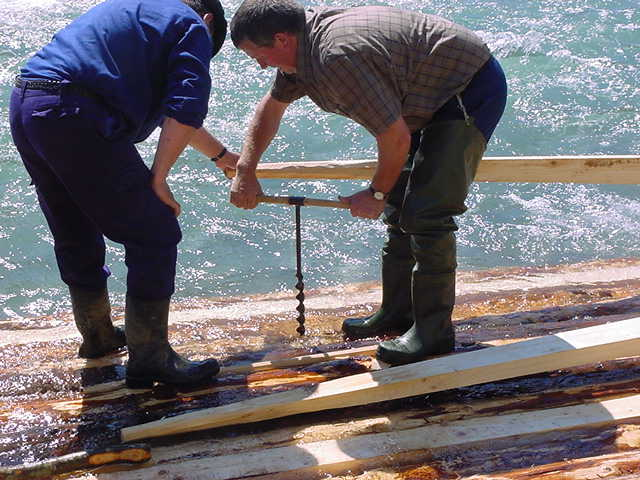
Radeleurs à Bedous.
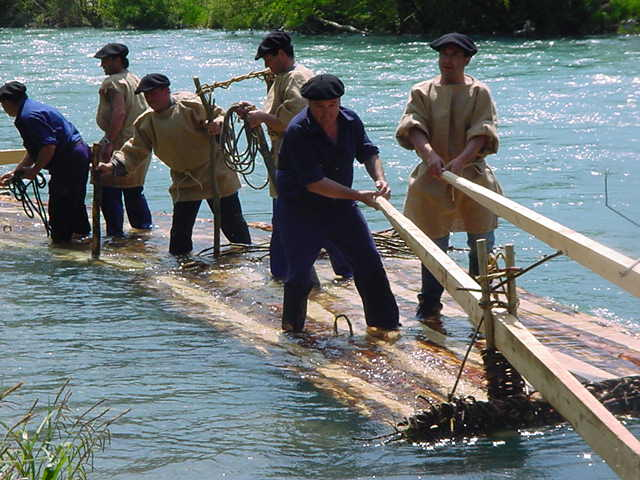
Radeleurs à Bedous.
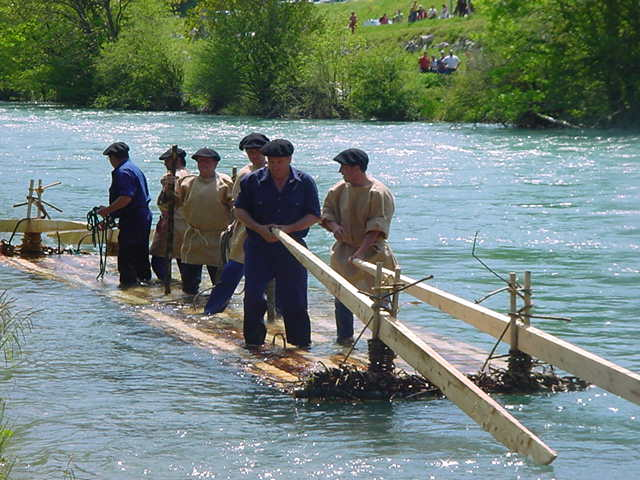
Radeleurs à Bedous.
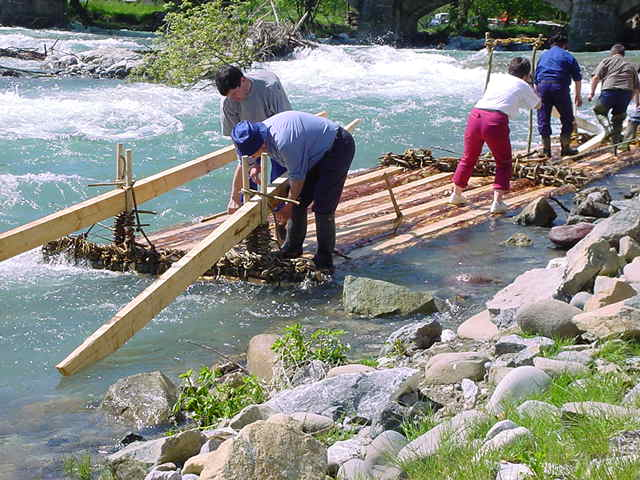
Radeleurs à Bedous.

À ses pieds, passe la Cañada Real de los Roncaleses (le vallon royal des Roncalais) qui était la route utilisée par les bergers de la vallée de Roncal et vallée de Salazar, utilisant les Bardenas Reales pour diriger leurs troupeaux à l'hivernage dans ces dernières. Ce chemin part du col de Laza, entre les vallées de Roncal et de Salazar et arrive à l'ermitage de la Vierge du Joug, à Arguedas, en plein Bardena et coïncide avec la route de grande randonnée, le GR 13.

## Activités

### Tourisme culturel
Dans la région montagneuse et ses environs, se trouvent de nombreux monuments religieux, civils, et militaires d'importance historique et architecturale. Parmi ceux-ci, le monastère de Leyre, un exemple typique de l'art roman navarrais, est également le panthéon royal des rois du royaume de Pampelune-Nájera. À proximité de Saragosse, se trouve le monastère Saint-Jean de la Peña, un autre chef-d'œuvre de l'art roman, qui a servi de panthéon royal aux rois d'Aragon. Selon la légende, ce monastère aurait abrité le saint Graal pendant des siècles.
Le château de Xavier, construit au XVe siècle, est connu comme le lieu de naissance de saint François Xavier, cofondateur de la Compagnie de Jésus avec Ignace de Loyola. Sangüesa, la capitale de cette comarque, conserve un riche patrimoine monumental, tout comme le village de Sos del Rey Católico, lieu de naissance du roi Ferdinand le Catholique, qui, avec son épouse Isabelle de Castille, a œuvré à l'unification des royaumes de Castille et d'Aragon.

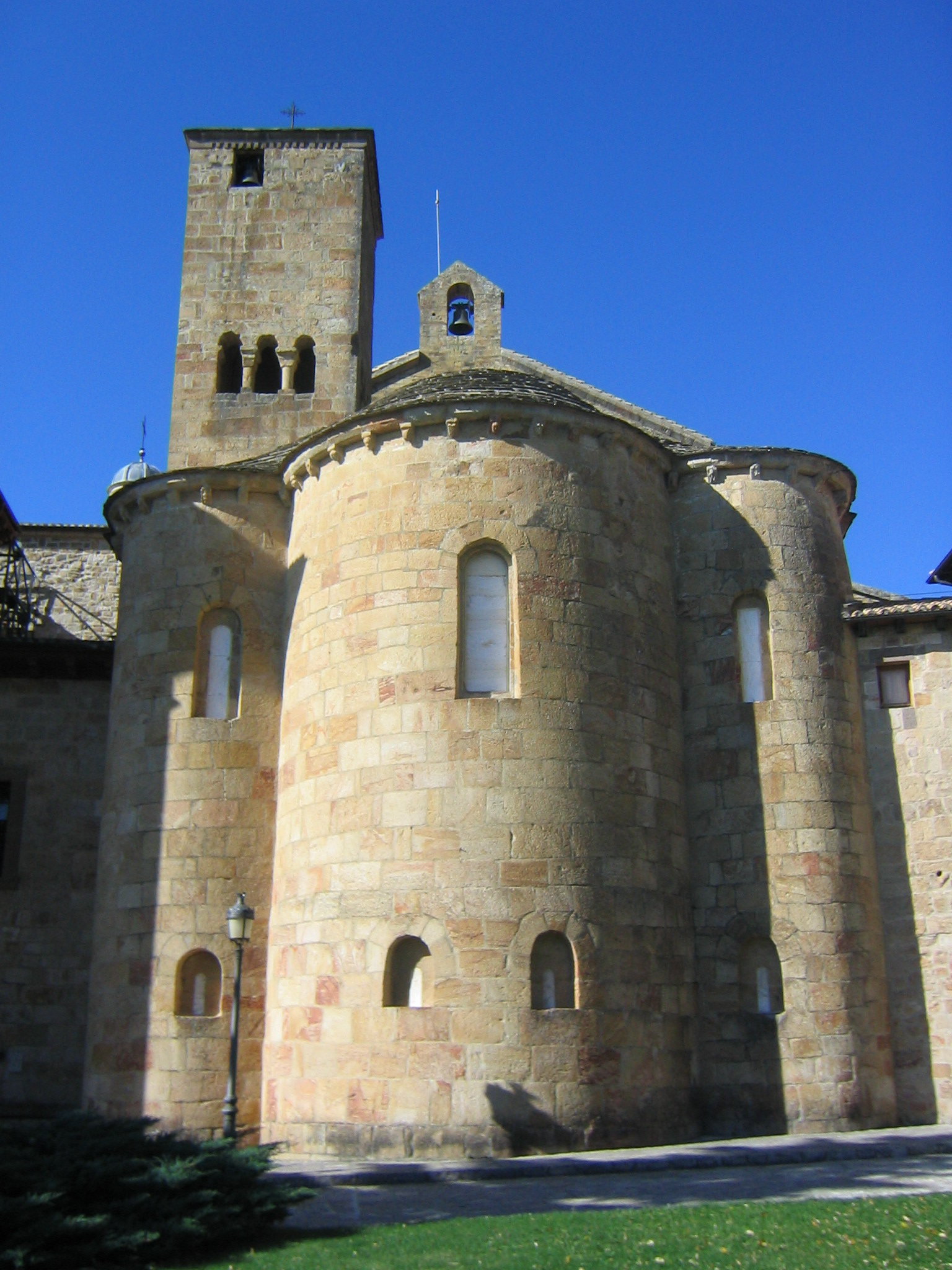
Monastère de Leyre, abside et tour.
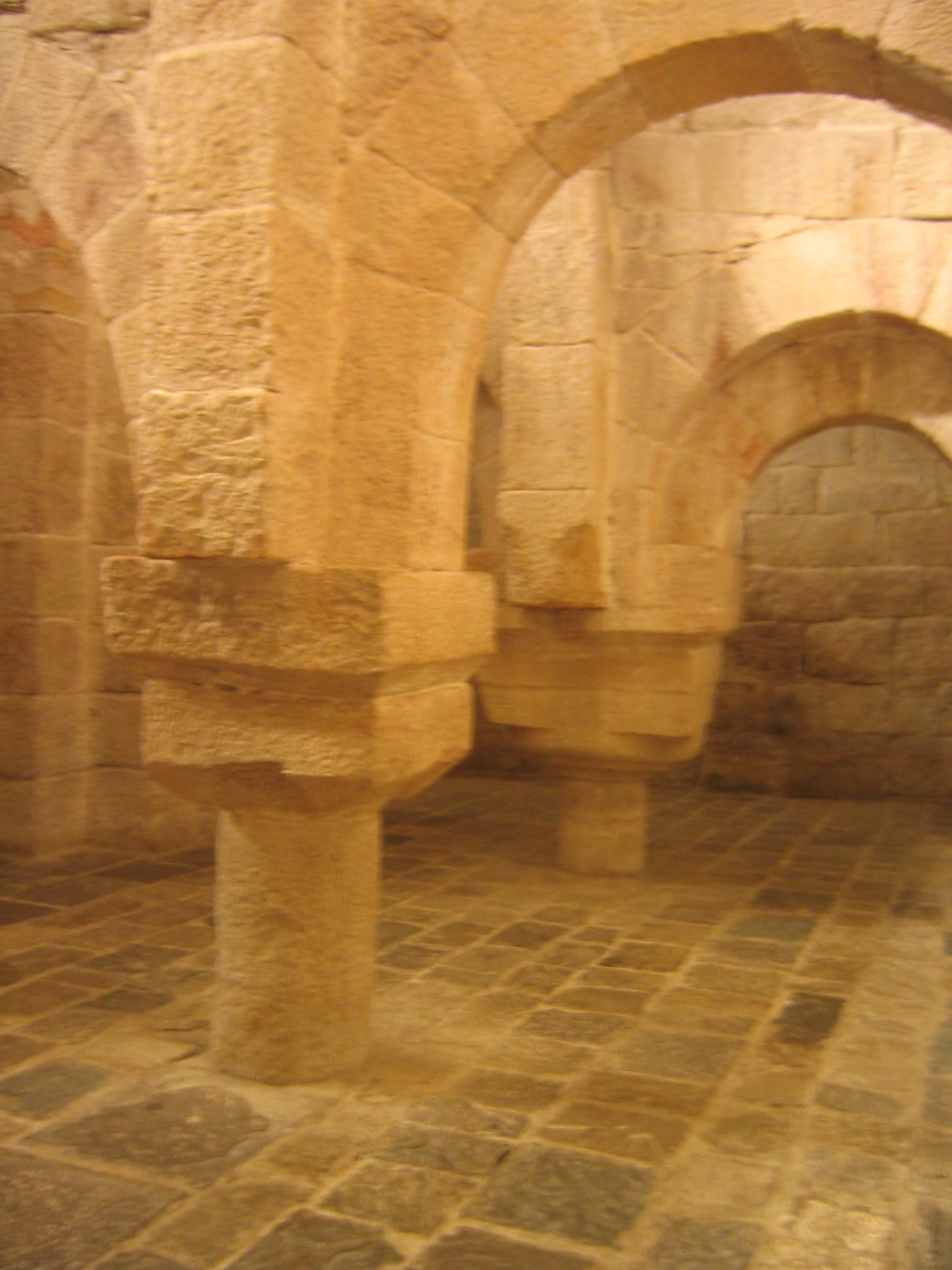
Monastère de Leyre, crypte.
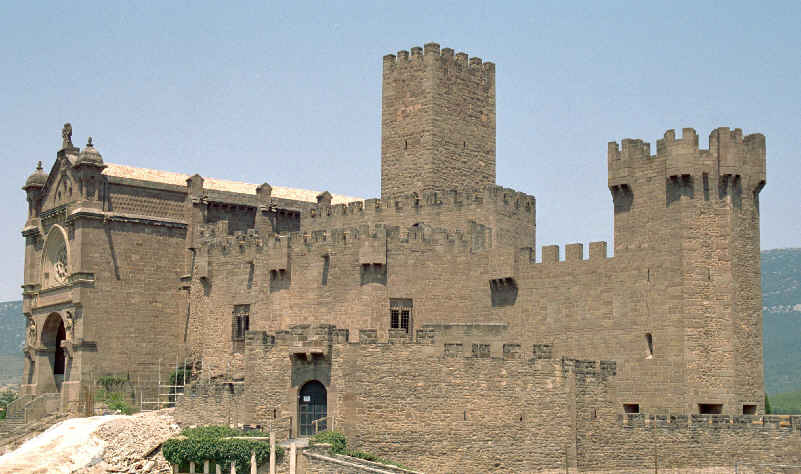
Château de Javier.
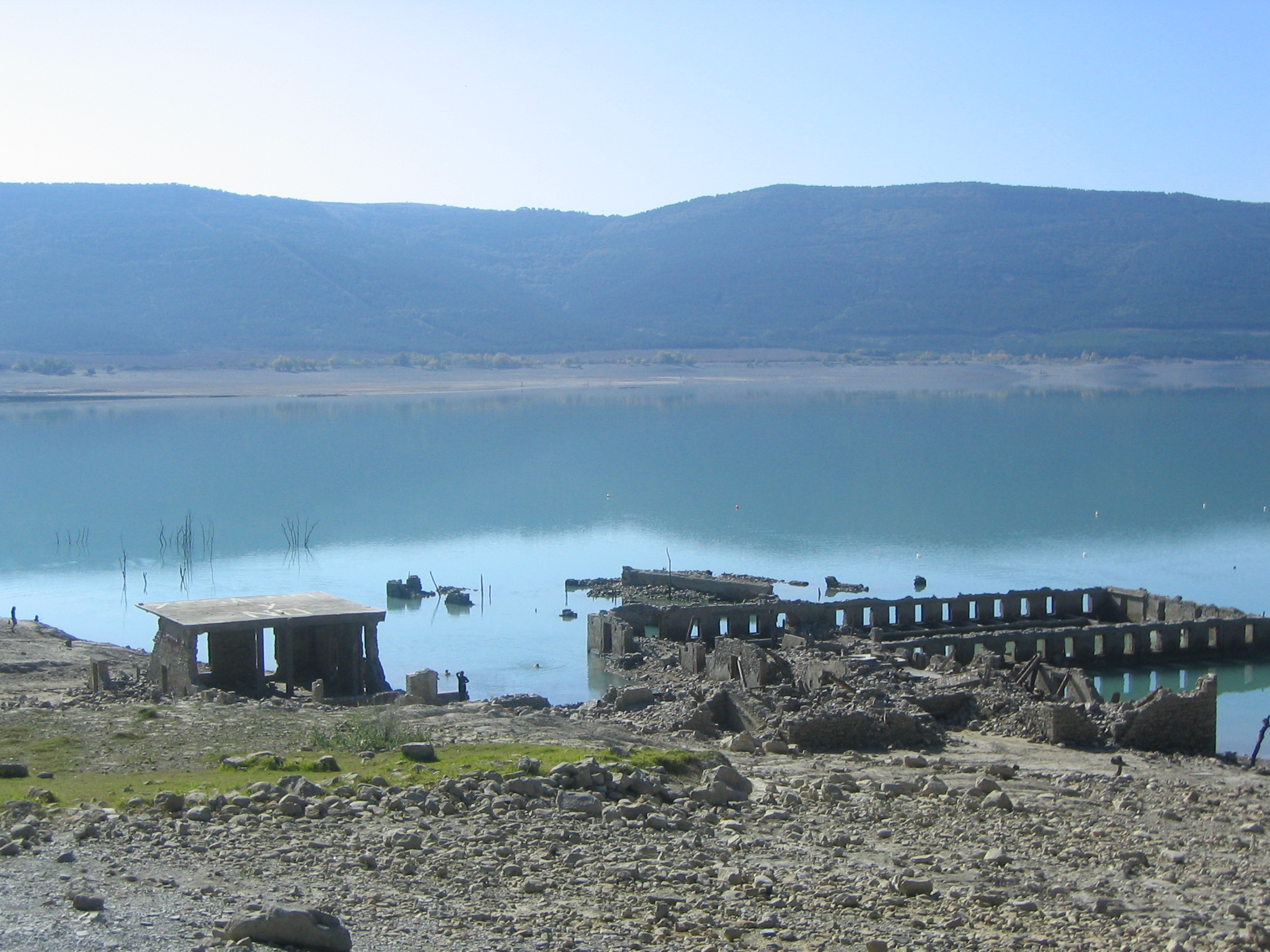
Vue partielle du barrage de Yesa.

La région est également dotée d'une grande richesse naturelle, offrant de nombreux parcours de randonnée, tels que l'ascension du Castellar depuis le monastère de Leyre. Le barrage de Yesa, souvent surnommé la « mer pyrénéenne », permet la pratique de divers sports nautiques et la pêche.

### Randonnée
Un des parcours les plus typiques de ce massif est la montée sur le mont Castellar à 1 286 m d'altitude en partant depuis le monastère de Leyre et en suivant le vallon royal des Roncalais (GR 13). Peu après avoir commencé la route, il y a un virage à gauche qui mène à la source de San Virila. Nous laissons cette alternative pour suivre en avant jusqu'aux ruines d'une hutte ou abri. Il faut monter par la forêt et on croise la piste qui communique avec les carrières qui ont été ouvertes pour la construction du barrage de Yesa. En suivant le vallon, en forte pente, nous arrivons jusqu'à la brèche de La Cerrada, aussi appelée collado de Leyre. Sur ce collado, à gauche, s'élèvent les peñas du Castillar, nous nous dirigeons vers la gauche pour en faire le tour et monter par un sentier bien indiqué jusqu'au sommet.

### Protection environnementale
Dans le massif de Leyre, une surface totale de 1 359 hectares est protégée. Cette protection est divisée en trois zones distinctes, correspondant à trois gorges principales, qui sont des sites clés de nidification :
- gorge de Lumbier : 40 hectares protégés ;
- gorge d'Arbaiun : 1 164 hectares protégés ;
- gorge de Burgui : 155 hectares protégés.

Actuellement, il n'existe pas de règlementation spécifique protégeant l'ensemble du massif de Leyre. Cependant, un projet de parc naturel est à l'étude, couvrant une superficie de plus de 40 000 hectares, visant à une meilleure protection de cette région riche en biodiversité.